# Miss Mundo Musulmán
Miss Mundo Musulmán es un concurso de belleza musulmán, realizado por primera vez en 2013. La ganadora recibe el título de Miss Musulmana, y está ligada al mundo musulmán. Su primera ganadora fue la nigeriana de 21 años Obabiyi Aishah Ajibola. Fue creado por Eka Shanti, una ex-reportera que fue despedida de la televisión indonesa por negarse a usar el hijab en 2006. Su primera edición contó con más de 500 participantes que debían explicar que las impulsaba a llevar el hijab y tener una preparación espiritual y rezo del Corán. El concurso busca que la ganadora sea ejemplo para las mujeres musulmanas.
El concurso fue rechazado por islamistas extremistas y ortodoxos que lo calificaron de "Concurso de prostitutas", y realizaron varias protestas en contra del mismo, por lo que la final se trasladó de Yakarta a la ciudad de Bali, que está mayormente poblado de hinduistas.

### Sede
2015:  Túnez, Túnez
2016:  Filipinas, Pásay
2017:  Francia, Yvelines

### Miss  Simpatía
2013:  Irán
2014:  Líbano
2015:  Argentina
2016:  Chad
2017:  Irak
Miss  Fotogenia 
2013:  Marruecos
2014:  Egipto
2015:  Azerbaiyán
2016:  Uzbekistán
2017:  Irak

## Ganadoras
| Año  | Ganadora                | 1.ª finalista      | 2.ª finalista          | 3.ª finalista          | 4.ª finalista     |
| ---- | ----------------------- | ------------------ | ---------------------- | ---------------------- | ----------------- |
| 2013 | Obabiyi Aishah Ajibola  | Elma Wizifrady     | Carmen Osmani          | Linda Al-Onani         | Yessica Kaaratoui |
| 2014 | Fatma Ben Guefrache     | Maríe Thorad       | Elisa Mohammadi        | Halima Tiphadi         | Alina Hafashahif  |
| 2015 | Ramina Ashkafe          | Romina Alasani     | Alissa Kahopard        | Yanza Yamatama Serogou | Daniela Al-Tabrik |
| 2016 | Shadi Osamani           | Yannine Outabraou  | Romina Saldaña-Felah   | Alina Hober            | Silene Lebermat   |
| 2017 | Ksenia Alexa Proterlapp | Augustine Obojebie | Emelinda Kän           | Esmeralda de Mohammed  | Pauline Tobargou  |
| 2018 | Abigail Miranda Aloun   | Linette Rafiyas    | Fátima Kalaou          | Marie Al-Tamer         | Zaina Alder-Zayd  |
| 2019 | Sonia Beytoushi         | Nia Soray          | Evangilene El-Tamahrou | Nila Bait              | Alba Martadou     |
| 2020 |                         |                    |                        |                        |                   |